# القات حسب البلد
القات أو القات ((بالأمهرية: ጫት)‏ شعت الأورومو: جمعة ، (بالصومالية: qaad)‏ أو khaad، (بالعربية: القات) القات) هو نبات مزهر موطنه منطقة شرق هراري ومنطقة غرب هراري في إثيوبيا. يحتوي القات على مادة الكاثينون القلوية، وهي مادة منشطة يقال إنها تسبب الإثارة وفقدان الشهية والنشوة. من بين المجتمعات في المناطق التي يكون فيها النبات موطنًا، فإن لمضغ القات تاريخ كعادة اجتماعية تعود إلى آلاف السنين مماثلة لاستخدام أوراق الكوكا في أمريكا الجنوبية وجوز التنبول في آسيا.
صنفته منظمة الصحة العالمية (WHO) في عام 1980 على أنه مخدر إساءة يمكن أن ينتج عنه اعتماد نفسي،  على الرغم من أن منظمة الصحة العالمية لا تعتبر إدمان القات مشكلة خطيرة.
تختلف شرعية القات حسب المنطقة. في العديد من البلدان، قد لا يكون القات مادة خاضعة للرقابة على وجه التحديد ولكن قد يكون مع ذلك غير قانوني بموجب قوانين أكثر عمومية. إنها مادة خاضعة للرقابة على وجه التحديد في بعض البلدان بما في ذلك كندا وألمانيا والمملكة المتحدة والولايات المتحدة. على النقيض من ذلك، فإن الإنتاج والبيع والاستهلاك قانوني في الدول التي يكون استخدامها فيها تقليديًا لتلك الثقافات، بما في ذلك جيبوتي وكينيا وأوغندا وإثيوبيا واليمن. في إسرائيل، التي تستضيف عددًا من اليهود اليمنيين، يُسمح فقط باستهلاك أوراق النبات في حالتها الطبيعية.

## التسمية
اسم الجنس Catha هو لاتينية للاسم العربي قات ، والذي يُكتب بالحروف اللاتينية بشكل منتظم على أنه قات. في اللغة الإنجليزية، كانت هجاء القات والقات شائعة بشكل متساوٍ حتى حوالي عام 2000، عندما أصبحت تهجئة القات أكثر شيوعًا. وتشمل romanizations أخرى القات، quatt، qaad، qhat، الغاط، والدردشة. 
ومن المعروف أن نبات القات من قبل مجموعة متنوعة من الأسماء، مثل القات وجات في اليمن، الجات والجاد في الصومال، والدردشة في إثيوبيا. ومن المعروف أيضا باسم jimaa في اللغة أورومو، mayirungi في اللوغندية، وكما miraa في كينيا. في منطقة البحيرات الكبرى في أفريقيا، حيث القات قات في بعض المناطق المزروعة، كما هو معروف miraa، muhulo وmuirungi. 
كما أنه يحمل أسماء وصفية مختلفة، مثل الشاي الحبشي ، والشاي الصومالي ، والميرا، والشاي العربي ، والجماعة ، والكفتة في مناطقها المتوطنة في القرن الأفريقي وشبه الجزيرة العربية. :4–5 في جنوب إفريقيا، يُعرف النبات باسم شاي بوشمان . يُعرف النبات أيضًا باسم Chat Tree و Flower of Paradise .

## الزراعة والاستخدامات
نما القات لاستخدامه كمنشط لعدة قرون في القرن الأفريقي وشبه الجزيرة العربية. هناك، يسبق مضغ القات استخدام القهوة ويستخدم في سياق اجتماعي مماثل. تمضغ أوراقها وأغطية ها الطازجة أو، في كثير من الأحيان، تجفف وتستهلك كشاي، لتحقيق حالة من النشوة والتحفيز. يمكن مضغ الأوراق أو الجزء الناعم من الساق إما بالعلكة أو الفول السوداني المقلي لتسهيل مضغه.
في أوغندا، يُزرع في المنطقة الوسطى، وخاصة في كاسينج (واكيسو)، ومنطقة بوتامبالا، وغابة مابيرا، وفي بعض أجزاء المنطقة الغربية من البلاد. في كينيا، تتم زراعته في مقاطعة ميرو.
على الرغم من أن ممارسة مضغ القات لا تزال مقتصرة في المقام الأول على المنطقة الأصلية لزراعتها في منطقة البحر الأحمر وجد نبات القات طريقه على مر السنين إلى جنوب إفريقيا والمناطق الاستوائية، حيث ينمو على الصخور الصخرية. النتوءات والأراضي الحرجية. تنتشر الشجيرة اليوم في مقاطعات كوازولو ناتال، والكاب الشرقية ، وكيب الغربية ومبومالانجا في جنوب إفريقيا، بالإضافة إلى إيسواتيني وموزمبيق. ومع ذلك، في السنوات الأخيرة، أدى تحسين الطرق والمركبات الآلية على الطرق الوعرة والنقل الجوي إلى زيادة التوزيع العالمي لهذه السلعة القابلة للتلف، ونتيجة لذلك، تم الإبلاغ عن المصنع في إنجلترا وويلز وروما وأمستردام وكندا وإسرائيل وأستراليا ونيوزيلندا  والولايات المتحدة. في الولايات المتحدة، تُباع أوراق القات المعبأة حديثًا في أسواق نيويورك ولوس أنجلوس وبوسطن ودالاس، حيث الطلب أعلى.
تقليديا، يستخدم القات كعقار اجتماعي كما هو الحال في اليمن حيث يكون مضغ القات عادة ذكورية. يحظى القات بشعبية كبيرة في اليمن لدرجة أن زراعته تستهلك الكثير من الموارد الزراعية للبلاد. يُقدَّر أن 40٪ من إمدادات المياه في اليمن تذهب إلى الري،  مع زيادة الإنتاج بحوالي 10٪ إلى 15٪ كل عام. تتطلب «الحقيبة اليومية» من القات ما يقدر بنحو 500 لتر (130 غال-أمريكي) من الماء لإنتاج. استهلاك المياه مرتفع ومستويات المياه الجوفية في حوض صنعاء آخذة في التناقص، لذلك اقترح المسؤولون الحكوميون نقل أجزاء كبيرة من سكان صنعاء إلى ساحل البحر الأحمر.
أحد أسباب انتشار زراعة القات في اليمن هو الدخل المرتفع الذي توفره للمزارعين. قدرت بعض الدراسات التي أجريت في عام 2001 أن الدخل من زراعة القات كان حوالي 2.5 مليون ريال يمني للهكتار بينما جلبت الفاكهة 0.57 ريال يمني فقط مليون ريال للهكتار الواحد. بين عامي 1970 و 2000، قدرت المساحة التي يُزرع فيها القات من 8000 إلى 103000 هكتار. في عام 2000، وفقًا لتقديرات البنك الدولي، كان القات يمثل 30٪ من الاقتصاد اليمني.
في البلدان التي تقع خارج المنطقة الأساسية للنمو والاستهلاك، يُمضغ القات أحيانًا في الحفلات أو المناسبات الاجتماعية. يمكن استخدامه أيضًا من قبل المزارعين والعمال لتقليل التعب الجسدي أو الجوع، ومن قبل السائقين والطلاب لتحسين الانتباه.
في الآونة الأخيرة، في عام 2019، تشير التقارير إلى أن الجنود الأطفال في اليمن يمضغون القات من أجل البقاء في حالة تأهب في ساحة المعركة.

## التأثيرات
يؤدي استهلاك القات إلى نشوة خفيفة وإثارة مماثلة لتلك التي تمنحها القهوة القوية. يصبح الأفراد ثرثارة للغاية تحت تأثير النبات. أظهرت التجارب على الحيوانات أن القات يسبب زيادة في النشاط الحركي. تحدث تأثيرات تناول الكاثينون عن طريق الفم بسرعة أكبر من تأثيرات حبوب الأمفيتامين؛ ما يقرب من 15 دقيقة مقارنة بـ 30 دقيقة في الأمفيتامين.  يمكن أن يتسبب القات في سلوكيات جنونية وفرط نشاط مشابه في التأثيرات التي ينتجها الأمفيتامين.
يؤدي استخدام القات إلى الإمساك. اتساع حدقة العين (حدقة العين) هي البارزة خلال استهلاك القات، مما يعكس الودي آثار المخدرات، والتي تنعكس أيضا في زيادة معدل ضربات القلب وضغط الدم. يمكن أن يؤدي الاستخدام طويل الأمد إلى سواد دائم للأسنان (مسحة خضراء)، والتعرض للقرحة، وتقلص الدافع الجنسي. القات مقوم فعال للشهية، يسبب فقدان الشهية.
من غير الواضح ما إذا كان استهلاك القات يؤثر بشكل مباشر على الصحة العقلية للمستخدم أم لا. في بعض الأحيان، يمكن أن تحدث نوبة ذهانية تشبه حالة الهوس الخفيف في العرض. عند البشر، يؤدي استهلاكه لفترات طويلة إلى خلق مزاج راقي وشعور بالتحرر من الزمان والمكان.

### التأثيرات حسب الإطار الزمني

#### مباشر
- اليقظة [9] :6
- الإثارة [9] :5
- تركيز [9] :7[24]
- ثقة [9] :6
- الإمساك [9] :9
- النشوة
- الود [9] :7
- ارتفاع ضغط الدم [9] :6
- زيادة معدل ضربات القلب [9] :5
- الأرق [9] :7
- الذهان [9] :8
- الشهية المكبوتة [9] :8
- ثرثرة [9] :8
- اضطراب الفكر [9] :9
- الإسهاب [9] :8
  - الاكتئاب [9] :10
  - هلوسة نادرة [9] :10
  - ضعف التثبيط (على غرار الكحول) [9] :10[27]
  - زيادة خطر الإصابة باحتشاء عضلة القلب (النوبة القلبية) [9] :10[28]
  - سرطان الفم [29][30]
  - الذهان في الحالات القصوى في الاستعداد وراثيًا [9] :11

##### غير محدد
- الموت [9] :12[31]
- السكتة الدماغية بعد متلازمة الشريان التاجي الحادة (انسداد الشريان) [note 1][9] :12[31]

## الكيمياء والصيدلة

S-Cathinone

كان التأثير المنشط للنبات يُعزى في الأصل إلى «كاتين»، والكاثين، وهو مادة من نوع الفينيثيلامين معزولة من النبات. ومع ذلك، فقد تم الاعتراض على الإسناد من خلال التقارير التي أظهرت أن المستخلصات النباتية من الأوراق الطازجة تحتوي على مادة أخرى أكثر نشاطًا من الناحية السلوكية من الكاثين. في عام 1975، تم عزل القلويد الكاثينون ذي الصلة ، وتم إنشاء تكوينه المطلق في عام 1978. الكاثينون ليست مستقرة جدا وينهار لإنتاج الكاثين ونورإيفيدرين. تنتمي هذه المواد الكيميائية إلى عائلة PPA (فينيل بروبانولامين) ، وهي مجموعة فرعية من الفينيثيلامين المرتبطة بالأمفيتامينات والكاتيكولامينات الإبينفرين والنورادرينالين. في الواقع، يحتوي الكاثينون والكاثين على بنية جزيئية مشابهة جدًا للأمفيتامين. أحيانًا يتم الخلط بين القات والميثكاثينون (المعروف أيضًا باسم القط)، وهي مادة من مواد الجدول الأول تمتلك تركيبًا كيميائيًا مشابهًا لمكون الكاثينون النشط في نبات القات. ومع ذلك، فإن كلا من الآثار الجانبية والخصائص المسببة للإدمان للميثكاثينون أقوى بكثير من تلك المرتبطة باستخدام القات.
عندما تجف أوراق القات، تتحلل المادة الكيميائية الأكثر فعالية، الكاثينون، في غضون 48 ساعة، تاركة وراءها مادة كيميائية أكثر اعتدالًا، الكاثين. وبالتالي، يقوم الحاصدون بنقل القات عن طريق تغليف الأوراق الطازجة والسيقان في أكياس بلاستيكية أو تغليفها بأوراق الموز للحفاظ على رطوبتها والحفاظ على قوة الكاثينون. من الشائع أيضًا أن يرشوا النبات بالماء بشكل متكرر أو يستخدمون التبريد أثناء النقل.
عندما تمضغ أوراق القات، يتم إطلاق الكاثين والكاثينون وامتصاصهما من خلال الأغشية المخاطية للفم وكذلك بطانة المعدة. تم إثبات تأثير الكاثين والكاثينون على امتصاص الأدرينالين والنورادرينالين في حيوانات المختبر، مما يدل على أن إحدى هاتين المادتين الكيميائيتين أو كليهما تجعل الجسم يعيد تدوير هذه الناقلات العصبية بشكل أبطأ، مما يؤدي إلى اليقظة والأرق المرتبطين بالقات. استعمال.
تظهر مستقبلات السيروتونين تقاربًا كبيرًا للكاثينون، مما يشير إلى أن هذه المادة الكيميائية مسؤولة عن الشعور بالنشوة المرتبطة بمضغ القات. في الفئران، ينتج الكاثينون نفس أنواع سرعة العصب أو سلوكيات الخدش المتكررة المرتبطة بالأمفيتامينات. تصل آثار مادة الكاثينون إلى ذروتها بعد 15 إلى 30 دقيقة، مع استقلاب ما يقرب من 98٪ من المادة في النورإيفيدرين بواسطة الكبد.
كاثين أقل فهمًا إلى حد ما، حيث يُعتقد أنها تعمل على مستقبلات الأدرينالية التي تسبب إفراز الأدرينالين والنورادرينالين. يبلغ نصف عمر الإنسان حوالي ثلاث ساعات. يمكن أن يقلل دواء بروموكريبتين من الرغبة الشديدة وأعراض الانسحاب في غضون 24 ساعة.

## القات حسب البلد

### مقدمة

#### التاريخ
في عام 1854، لاحظ المؤلف الملايو عبد الله بن عبد القادر أن عادة مضغ القات كانت منتشرة في الحديدة في اليمن:

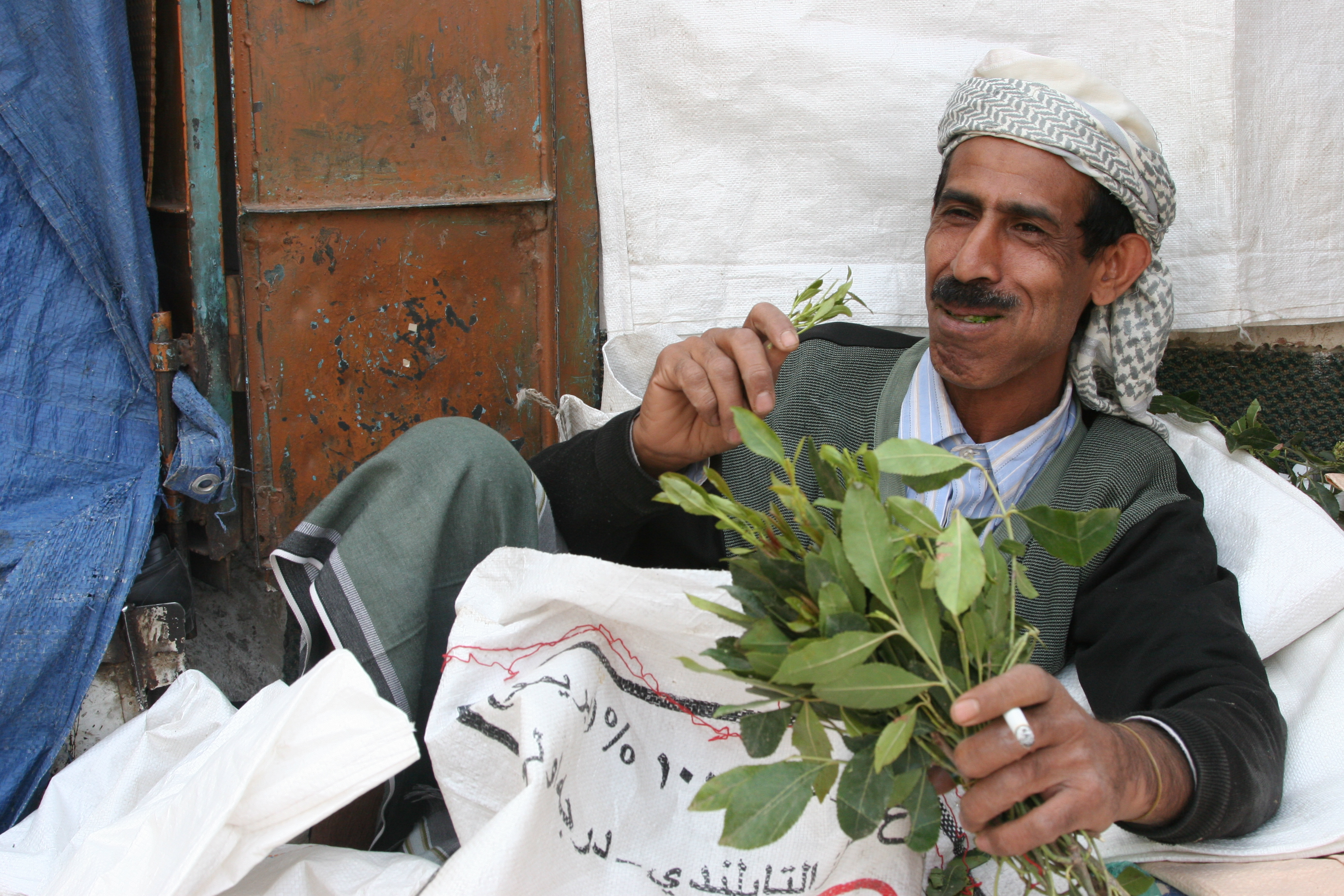
رجل من صنعاء اليمن يمضغ القات

 يقدر بنحو 5 إلى 10 مليون شخص على مستوى العالم يستخدمون القات بشكل يومي. تزرعه بشكل أساسي مجتمعات في القرن الأفريقي وشبه الجزيرة العربية، حيث يتمتع مضغ القات بتاريخ طويل كعادة اجتماعية تعود إلى آلاف السنين.
الشكل التقليدي لمضغ القات في اليمن يشمل المستخدمين الذكور فقط. مضغ القات من قبل الإناث أقل رسمية وأقل تواترا. يقدر الباحثون أن حوالي 70-80٪ من اليمنيين الذين تتراوح أعمارهم بين 16 و 50 عامًا يمضغون القات، على الأقل في بعض الأحيان. ما يقرب من 60-90٪ من الذكور و 35٪ من الإناث اليمنيات يمضغون القات يومياً. قبل توحيد اليمن في عام 1990، كان مضغ القات يقتصر إلى حد كبير على الجبال الشمالية الغربية من البلاد، حيث ينمو القات. اليمنيون ينفقون ما يقدر بـ 14.6 مليون ساعة عمل في اليوم من مضغ القات. قدر الباحثون أيضًا أن العائلات تنفق حوالي 17٪ من دخلها على القات.
ومع ذلك، بين المجتمعات في القرن الأفريقي (جيبوتي وإثيوبيا والصومال) وشبه الجزيرة العربية، فإن مضغ القات له تاريخ طويل كعادة اجتماعية تعود إلى آلاف السنين.
اعتبرت طوائف الإمبراطورية المصرية القديمة نبات القات مادة مقدسة قادرة على تحقيق ألوهية المستخدم. لقد استهلك هؤلاء المصريون الأوائل النبات بشكل احتفالي في محاولات للتغلب على «التأليه» و / أو اكتساب وإظهار التجارب الصوفية والغيبوبة النظامية والتجارب الميتافيزيقية الأخرى بدلاً من الاستخدام الترفيهي المعتاد أو الإساءة. كما استخدمها الصوفيون لتكثيف خبرتهم الصوفية ولتيسير الشعور بالاتحاد مع الله.
سلع من تركستان. من المذاق الحامض ويتم صنعه بشكل نحيف على طريقة «باتان ألو». لكن «القات» ضارب إلى الحمرة مع مسحة سوداء خفيفة. يُعتقد أن `` باتان ألو لونه أحمر، وهو سائل تبريد، ويخفف من الصراوة، ومبرد للمعدة والكبد.
تم العثور على أقرب وصف موثقة يعرف القات في فاي كتاب الله Saidala-في الطب، كتاب الصيدلة في الطب ، عمل من القرن الحادي عشر عن الصيدلة والمواد الطبية كتبه أبو ريحان البيروني، عالم فارسي وعالم أحياء. كتب البيروني غير مدرك لأصوله أن القات:
لقد لاحظت خصوصية جديدة في هذه المدينة - الجميع يمضغ أوراقها بينما يمضغ الماعز تجتر. هناك نوع من الأوراق، عريض نوعًا ما ويبلغ طوله حوالي إصبعين، وهو يباع على نطاق واسع، حيث يستهلك الناس هذه الأوراق تمامًا؛ على عكس أوراق التنبول، التي تحتاج إلى توابل معينة لتتماشى معها، كانت هذه الأوراق محشوة بالكامل في الفم ومضغها. وهكذا عندما يتجمع الناس حولها، تتراكم بقايا هذه الأوراق أمامهم. عندما بصقوا، كان لعابهم أخضر. ثم سألتهم حول هذا الموضوع: «ما هي الفوائد التي يمكن اكتسابها من تناول هذه الأوراق؟» فأجابوا، «لا شيء على الإطلاق، إنها مجرد نفقات أخرى بالنسبة لنا كما اعتدنا عليها». أولئك الذين يأكلون هذه الأوراق يجب أن يأكلوا الكثير من السمن والعسل، وإلا فإنهم سيمرضون. تُعرف الأوراق باسم «كاد»

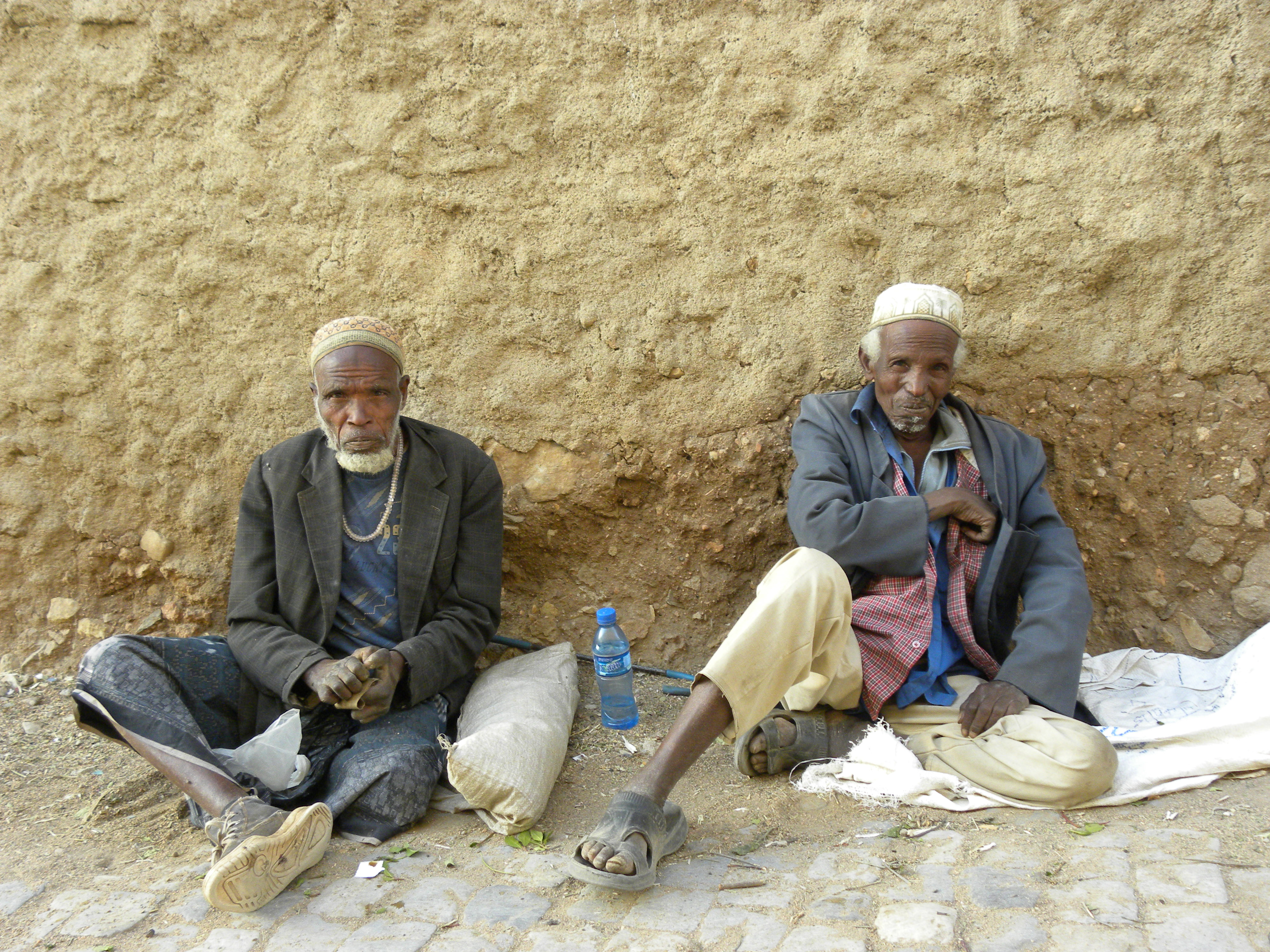
رجال من هرر اثيوبيا يمضغون القات

في عام 1856، وصف الكاتب الإنجليزي تشارلز ديكنز أيضًا عادة مضغ القات في منطقة القرن والأراضي الخليجية المجاورة، وشبهها بشرب الشاي الأخضر القوي:
ويمكن للمرء أن ينام جيداً إذا لم يمضغ الكثير من القات أثناء النهار. تعتبر أوراق العقار المسمى كات المصدر الرئيسي للإثارة الممتعة في هذه المناطق في شرق إفريقيا. علماء النبات، الذين يأخذون الاسم الأصلي للنبات، يحولونه إلى Catha edulis ، كات صالح للأكل. يستخدمه العرب بكثرة، حيث يتم إرساله في حمولات الجمال، ويتكون من عدد من الطرود الصغيرة، كل منها يحتوي على حوالي أربعين غصنًا نحيفًا، مع تعليق الأوراق بعناية، وملفوفة لتجنب التعرض للهواء. يتم مضغ هذه الأوراق، وتتصرف وفقًا لأرواح أولئك الذين يستخدمونها، مثل جرعة قوية من الشاي الأخضر تؤثر علينا في أوروبا، عندما تعمل بشكل مقبول. اعتاد الأوروبيون على المنشطات الأقوى، ولا يتأثرون كثيرًا باستخدام القات، ولكن بين العرب الأكثر اعتدالًا، يعتبر هذا مثيرًا للاستفزاز للفكاهة الجيدة، حيث يتم استخدام حوالي مائتين وثمانين حمولة من الجمال كل عام في عدن فقط
في الوقت الحاضر يقتصر استهلاك القات على شرق أفريقيا وجنوب غرب شبه الجزيرة العربية. وتشمل هذه البلدان جيبوتي وإثيوبيا وكينيا والصومال (بما في ذلك أرض الصومال) وأوغندا واليمن. كتب المؤلف يوسف الزرعوني في كتابه:
النبات موطنه شبه الجزيرة العربية والقرن الأفريقي، على الرغم من أسبابه الأصلية، إلا أنه قانوني فقط في واحد من عدة بلدان في شبه الجزيرة العربية، اليمن. ومع ذلك، فإن النبات متاح على نطاق واسع وقانوني في شرق إفريقيا، وتعتبره بعض إفريقيا من الدول من ناحية أخرى مثل جنوب إفريقيا نوعًا محميًا.
يستخدم النبات في الغالب من قبل شرق إفريقيا وجنوب غرب العرب، ونادراً ما يستخدمه أشخاص من أماكن أخرى
بعد حظر القات في محمية عدن الخاضعة للحكم البريطاني، خلصت لجنة تحقيق القات في عدن إلى أن «القات لا يتسبب في إدمان مثل الأفيون أو الحشيش، حيث لا يعاني من حُرم منه فجأة من عواقب جسدية. .» 

### قارة افريقيا

#### اثيوبيا

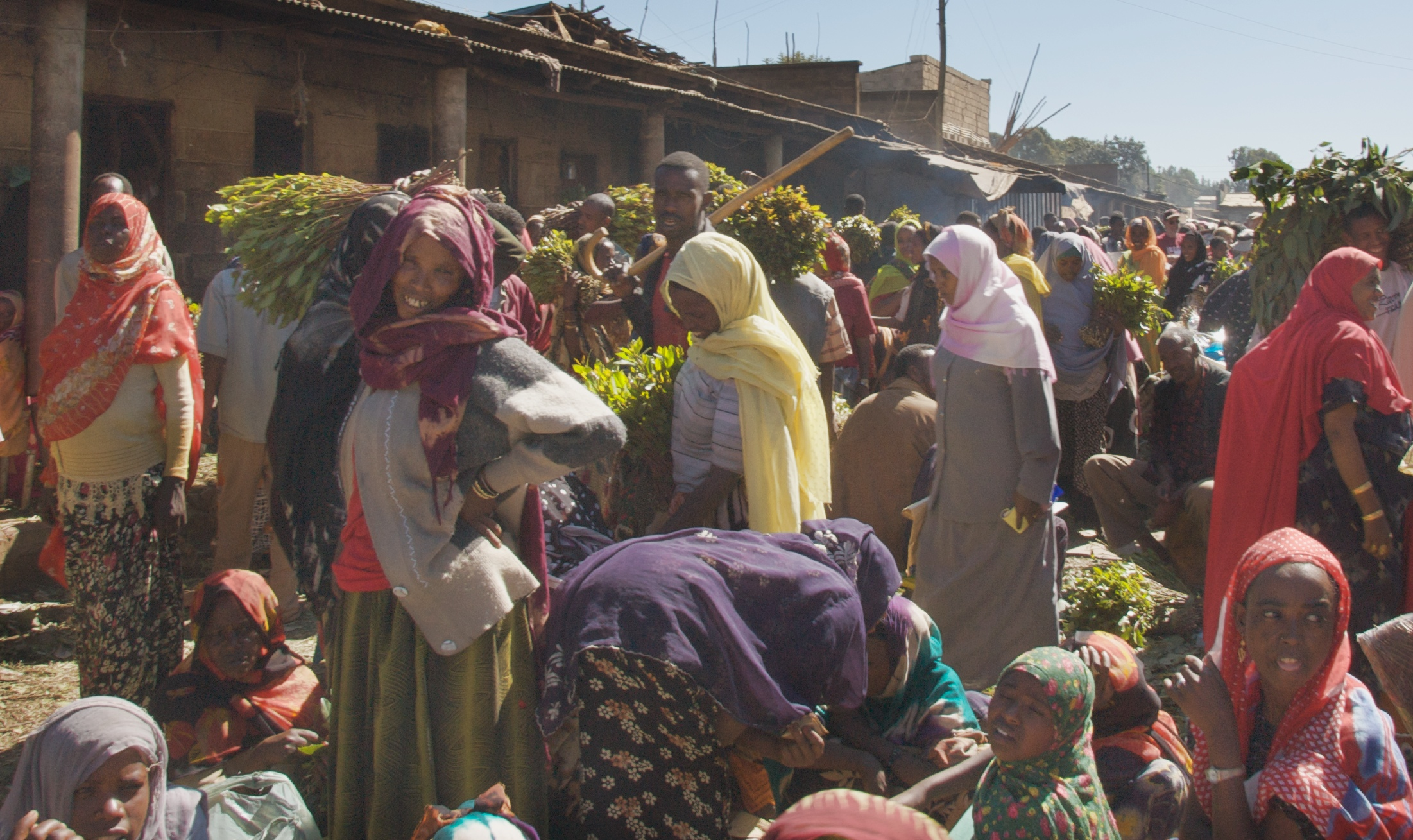
تداول القات في اثيوبيا

القات قانوني في إثيوبيا. ويزع بشكل كبير ويباع في اسواق عامه

#### الصومال
القات قانوني في الصومال. ويزع في الصومال

#### جيبوتي
القات قانوني في جيبوتي.

#### كينيا
القات قانوني في كينيا. ومع ذلك، يتم تصنيف اثنين من مكوناته النشطة، الكاثينون والكاثين، كمواد من الفئة C.

#### جنوب أفريقيا
استخدام القات غير قانوني.
في جنوب إفريقيا، تعد Catha edulis شجرة محمية.

#### أوغندا
القات قانوني في أوغندا ولكن الجهود جارية (اعتبارًا من أكتوبر 2015) لحظره.

### قارة اسيا

#### اليمن
اليمن هي البلد الاعلى استهلاكا وزراعة للقات والقات قانوني في اليمن. ومع ذلك، فإن زراعة المحاصيل وبيع أوراقها تحكمها سلسلة من اللوائح. في عام 2007، أصدرت الحكومة اليمنية قانونًا يقيد زراعة القات في عدد من الأراضي المسطحة والأحواض ذات الإجهاد المائي العالي. كما حدد قانون الضريبة العامة على المبيعات لعام 2005 معدل الضريبة على القات بنسبة 20٪ من سعر التجزئة.
أدى انتشار زراعة القات في اليمن إلى تفاقم النقص الحاد في المياه. يعتبر القات أكثر استهلاكًا للمياه من المحاصيل الأخرى. كما لعبت دورًا رئيسيًا في حدوث مجاعة في البلاد.

##### إسرائيل
لقات، المسمى «جات» في إسرائيل، يستهلكه اليهود اليمنيون بشكل أساسي. ويطلق على النشاط مضغ أوراقها "lehazen" ((بالعبرية: לכזן‏)). يمكن أن تستغرق عملية مضغ القات عدة ساعات. بعض مضغ جات في لقاء وهو ما يسمى "tahazina" ((بالعبرية: תכזינה‏)). يزرع القات تقليديا في حدائق خاصة، ولكن يمكن العثور عليه في بعض الأسواق.
القات مسموح به في إسرائيل طالما يتم استهلاكه في شكله الطبيعي ، لكن تقطير مكوناته غير قانوني. يستخدم البعض النبات كتحوط لأنه دائم الخضرة.
في عام 2003، بدأ بيع حبوب هاجيجات ، وهي حبة من مادة الكاثينون المستخرجة ، في أكشاك في إسرائيل. بعد عدة حالات من العلاج في المستشفى ، صنفت وزارة الصحة الإسرائيلية الكاثينون على أنه مخدر خطير ، وتم حظر هاجيجات.  يسمح بمضغ النبات نفسه وبيعه في حالته الطبيعية حيث لم يتم العثور على أي ضرر بكميات طبيعية.
اعتبارًا من يونيو 2012، أعلنت سلطة مكافحة المخدرات الإسرائيلية أن المشروبات التي تحتوي على القات تعتبر غير قانونية وفقًا لقانون المخدرات الخطرة لدولة إسرائيل.

#### المملكة العربية السعودية
يتم تداول القات في السعودية سرا والقات غير قانوني في السعودية. ويتم تهريبه غالبا من اثيوبيا واليمن

#### الإمارات العربية المتحدة
القات غير قانوني في دولة الإمارات العربية المتحدة بموجب القانون الاتحادي رقم 14 لعام 1995 بشأن الإجراءات المضادة ضد المخدرات والمؤثرات العقلية. الجدول رقم 4، الجزء 2 (5)، ينص على حظر زراعة وحيازة القات (Catha Edulis). قد يؤدي حيازة وبيع القات إلى السجن المؤبد.

### قارة أوروبا

#### الدنمارك
كان القات محظورًا في الدنمارك منذ عام 1993. في عام 2009، قامت هيئة الصحة الدنماركية بالتحقيق في استخدام القات بين الصوماليين في الدنمارك. تم استخدام استبيان مع 848 مستجيب. وأشارت الردود إلى أن 48٪ من الذكور الصوماليين و 16٪ من الإناث يتعاطونها شهريًا وأن 29٪ من الذكور و 6٪ من الإناث يتعاطونها مرتين أو أكثر في الأسبوع. نصف المستجيبين لم يستخدموا القات قط. وأشارت الردود إلى أن الصوماليين يشكلون الغالبية العظمى من المستخدمين في الدانمرك.
كما بحث التقرير المواقف تجاه استخدام القات بين الصوماليين في الدنمارك. في المجمل ، ذكر اثنان من كل ثلاثة مشاركين أن القات يمثل مشكلة للاندماج الاجتماعي في المجتمع الدنماركي ، بينما قال واحد من كل ثلاثة مستخدمين نفس الشيء. أشارت الردود إلى أن اثنين من كل ثلاثة يعتبران القات جزءًا من الثقافة الصومالية ، على الرغم من أن اثنين من كل ثلاثة ذكروا أيضًا أنهم يتفقون على وجوب حظر القات في الدنمارك.

#### فنلندا
يُصنف القات على أنه مخدر غير قانوني في فنلندا ،  وحيازته واستخدامه وبيعه محظور ويعاقب عليه. كما هو الحال مع جميع المخدرات غير المشروعة ، فإن تشغيل سيارة ذات مستويات يمكن اكتشافها من القات أو مستقلباته في نظام المرء يمكن أن يؤدي أيضًا إلى الإدانة بالقيادة تحت تأثير المخدرات ، حتى لو لم يظهر السائق في حالة سكر.

#### فرنسا
القات محظور في فرنسا كمنشط منذ عام 1957.

#### ألمانيا
في ألمانيا ، يُدرج الكاثينون على أنه «مادة غير قابلة للاتجار»، مما يجعل حيازة وبيع وشراء القات الطازج أمرًا غير قانوني. مشتق الكاثين ، مع "norpseudoephedrin" مدرج كاسم بديل ، متاح فقط بوصفة طبية.
في عام 2017، 5815 تم اكتشاف كيلوجرام قات من قبل مسؤولي الجمارك في فرانكفورت. في يونيو 2018، 324 تم اكتشاف كغم قات في عبوات من شرق إفريقيا.

#### أيسلندا
في أغسطس 2010، اعترضت الشرطة الأيسلندية عمليات تهريب القات لأول مرة. 37 تمت مصادرة كلغ. كانت الأدوية على الأرجح معدة للبيع في كندا. مرة أخرى في مايو / أيار 2011، اعترضت الشرطة حوالي 60 شخصًا كلغ.

#### أيرلندا
القات هو عقار خاضع للرقابة لأغراض قانون إساءة استخدام المخدرات لعام 1977 والجدول 1 من لوائح إساءة استخدام العقاقير لعام 1988. على هذا النحو ، يحظر حيازتها وتوريدها غير المصرح به.

#### إيطاليا
تم إدراج القات في الجدول الأول من القائمة الرسمية الإيطالية للأدوية ذات التأثير النفساني تحت اسم "Catha edulis pianta" (بالإنجليزية: Catha edulis plant ") وبالتالي فإن الحيازة ممنوعة.

#### هولندا
في مجالات هولندا والمكونات النشطة من القات، الكاثين والكاثينون، مؤهلون كما المخدرات القوية والمحرمة. يقتصر الاستخدام في الغالب على المجتمع الصومالي. في عام 2008، قرر وزير الصحة آب كلينك عدم تصنيف المصنع غير المعالج كأدوية بعد التشاور مع الخبراء. ومع ذلك ، في 9 يناير 2012، أعلنت الحكومة الهولندية حظراً على القات.

#### النرويج
في النرويج ، يُصنف القات على أنه مخدر وهو غير قانوني للاستخدام والبيع والحيازة. معظم المستخدمين هم من المهاجرين الصوماليين ويتم تهريب القات من هولندا والمملكة المتحدة.
ضبطت الجمارك النرويجية 10 أطنان مترية من القات في عام 2010، بزيادة عن أقل من 4 في عام 2006.
في عام 2016، قدرت بلدية أوسلو أن 50-70 ٪ من المهاجرين الصوماليين الذكور هم مستخدمون معتادون.

#### السويد
تم حظر العقار في السويد عام 1989 دون بحث. في عام 2007، قدر أن 30٪ من الذكور الصوماليين في السويد يستخدمون القات. وبلغت مضبوطات التهريب من قبل الشرطة نحو 9 أطنان سنويا.

#### المملكة المتحدة
تم حظر القات في المملكة المتحدة في 24 يونيو 2014. وقد أعرب المعلقون والمهنيون الصحيون وأفراد المجتمع عن مخاوفهم بشأن استخدام القات في المملكة المتحدة ، ولا سيما من قبل المهاجرين من الصومال واليمن وإثيوبيا. أشارت الدراسات حول آثار تعاطي القات من قبل المهاجرين على صحتهم النفسية إلى أن هناك حاجة إلى بحث أفضل حول مضغ القات وارتباطه المحتمل بالاضطرابات النفسية. كما أشارت إلى أن الخطاب العام حول هذه القضية أظهر عناصر من الذعر الأخلاقي. كما قامت بعض منظمات الجالية الصومالية بحملات لحظر القات. ونتيجة لهذه المخاوف ، كلفت وزارة الداخلية بإجراء دراسات بحثية متتالية للنظر في الأمر ، وفي عام 2005، عرضت مسألة الوضع القانوني للقات أمام المجلس الاستشاري حول إساءة استخدام المخدرات. وخلصت الدراسة إلى أن معظم المشاركين الذين استخدموا القات كانوا يستخدمونه بشكل معتدل من حيث الكمية المستخدمة وتكرار جلسات المضغ ومدتها ، وأن استخدام القات كان عادة نشاطًا اجتماعيًا. تم الحكم على أقلية صغيرة فقط من استخدام المشاركين في الدراسة للقات على أنه مفرط. بعد مراجعة دقيقة للأدلة ، أوصى المجلس الاستشاري حول إساءة استخدام العقاقير في يناير 2006 بضرورة بقاء وضع القات كمادة قانونية في الوقت الحالي.
في عام 2008، صرحت السياسية المحافظة سيدة وارسي أن حكومة المحافظين المستقبلية ستحظر القات. ذكر الموقع الإلكتروني لحزب المحافظين ، الذي أصبح في عام 2010 الحزب الأكبر في حكومة ائتلافية بريطانية، أن حكومة المحافظين «ستتصدى للممارسات الثقافية غير المقبولة من خلال»، من بين تدابير أخرى ، «تصنيف القات». في عام 2009، أصدرت وزارة الداخلية تكليفا بإجراء دراستين جديدتين عن آثار استخدام القات وفي حزيران / يونيه 2010، صرح متحدث باسم وزارة الداخلية بأن «الحكومة ملتزمة بمعالجة أي شكل من أشكال إساءة استخدام المواد وستبقي مسألة استخدام القات قيد الفحص الدقيق».
خلال مناقشة برلمانية حول مسألة الشرعية في 11 يناير 2012، صرح مارك لانكستر، عضو البرلمان المحافظ عن ميلتون كينز ، أن استيراد القات إلى المملكة المتحدة يبلغ 10 أطنان كل أسبوع.
في 23 يناير 2013، قال المجلس الاستشاري حول إساءة استخدام العقاقير (ACMD) إن هناك «أدلة غير كافية» على أن القات يسبب مشاكل صحية. وقال ACMD إنه «لا يوجد دليل» على ارتباط القات بالجريمة المنظمة أو الخطيرة ، وتم مضغه للحصول على «تأثير منبه خفيف أقل فعالية بكثير من الأدوية المنشطة مثل الأمفيتامين».
في 3 يوليو 2013، أعلنت وزيرة الداخلية البريطانية تيريزا ماي أنه كان من المقرر حظر القات في بريطانيا ، واصفة إياه بأنه مادة من الفئة C بموجب قانون إساءة استخدام العقاقير لعام 1971 .
أليكس ميلر ، صحفي من مونتريال ، كندا ، المجلة والقناة التلفزيونية Vice ، نظر في استخدام المادة والتأثير المحتمل للحظر في برنامج الشؤون الجارية الليلي في بي بي سي نيوزنايت  ونائب فيلم وثائقي.
ناشد نواب كينيون المملكة المتحدة عدم «إدانة الناس» من خلال حظر المنشطات العشبية القات 
في مارس 2014، أعلنت لجنة الشؤون الداخلية في مجلس العموم البريطاني أنها ستستمر في الضغط على حكومة المملكة المتحدة حتى لا تمضي في الحظر المفروض على القات. وكانت اللجنة قد أنهت قبل فترة وجيزة تحقيقًا وتقريرًا أوصى السلطات البريطانية بالامتناع عن حظر المصنع.
في 12 مايو 2014، أقر مجلس اللوردات طلبًا للموافقة على قانون إساءة استخدام المخدرات لعام 1971 (التعيين) (التعديل) (رقم 2) (إنجلترا وويلز واسكتلندا) الأمر لعام 2014،  أجل التحكم في Catha edulis كدواء من الفئة C. تم اقتراح تعديل ينص على ما يلي: «يأسف هذا المجلس لأن خطط حكومة صاحبة الجلالة لإدخال الأمر لا تتضمن أحكامًا بشأن مراجعة مدتها 12 شهرًا لتأثير إعادة تصنيف القات في ضوء التركيز المجتمعي غير المعتاد على هذا الأمر. استخدام ، لوضع إستراتيجية شرطية مفصلة في مكانها قبل سريان الحظر ، أو لاستراتيجية صحية لمنع نقل الإدمان إلى مواد أخرى ؛ ولا تلزم وزارة التنمية الدولية ببذل المزيد من العمل مع حكومة كينيا التخفيف من تأثير إعادة التصنيف على الاقتصاد الكيني». ومع ذلك ، فقد رفض التعديل بالتصويت. دخل الحظر حيز التنفيذ في 24 يونيو 2014.
في يناير 2015، ذكرت صحيفة بريستول بوست أن معظم بيوت القات في المدينة قد أغلقت ، «مما أجبر المستخدمين على تعاطي المخدرات في منازلهم بدلاً من ذلك». الشرطة المحلية ان البداية لم تسع لفرض الحظر، مما يتيح للمستخدمين فترة سماح، ولكن وفقا لبريستول المشاركة قد بدأت مؤخرا في اتخاذ إجراءات ضد استخدام القات وقد أصدر ثلاثة تحذيرات والحذر. بالإضافة إلى ذلك ، في سبتمبر 2014، صادرت الشرطة 24 كيسًا من القات المجفف من عقار في إيستون، لكن لم يتم القبض على أي شخص. بالإضافة إلى ذلك ، أشار مركز الموارد الصومالية إلى أن الحظر كان فعالاً على ما يبدو ، وأن الحظر أدى إلى تدمير سوق الاستيراد بالكامل حيث يجب أن يكون المصنع طازجًا حتى يتم استهلاكه. أشارت المشاورات مع الصوماليين في جلاسكو التي أجرتها المنظمة التطوعية الوطنية Fast Forward بناءً على طلب الجمعية الصومالية في غلاسكو في أكتوبر 2014 إلى استمرار استخدام القات في الأشكال الطازجة والمجففة من قبل بعض الصوماليين في المدينة ، وأن الحظر أدى أيضًا إلى قيام بعض المستخدمين بالبحث عن مواد أخرى. وبحسب ما ورد أدى الحظر إلى زيادة سعر القات في المملكة المتحدة. أفادت القناة الرابعة الإخبارية في سبتمبر 2014 أنه قبل الحظر ، وصل 20 طنًا من القات إلى مطار هيثرو يوميًا ، وستباع بسعر 3 جنيهات إسترلينية لكل حزمة. بعد الحظر ، ورد أنه بيع بسعر 30 جنيهًا إسترلينيًا لكل حزمة.

### قارة أمريكا الشمالية

#### كندا
في كندا ، يعتبر القات مادة خاضعة للرقابة بموجب الجدول الرابع من قانون الأدوية والمواد الخاضعة للرقابة (CDSA)، مما يعني أنه من غير القانوني السعي للحصول عليه أو الحصول عليه ما لم يوافق عليه ممارس طبي. حيازة القات للاستخدام الشخصي ليست جريمة قابلة للمقاضاة في كندا. العقوبة القصوى للاتجار أو الحيازة بقصد الاتجار هي عشر سنوات في السجن.
في عام 2008، أفادت السلطات الكندية أن القات هو أكثر المخدرات غير المشروعة شيوعًا التي يتم تهريبها في المطارات.
ومع ذلك ، في عام 2012، أيدت محكمة استئناف أونتاريو تسريحًا مطلقًا عام 2011 لامرأة شابة جلبت 34 كيلوغرامًا من القات إلى كندا في عام 2009. ووفقًا للدفاع ، فإن الحكم يقر بعدم وجود دليل عملي على ضرر القات. واصلت المحاكم في كيبيك وأونتاريو إخلاء سبيل المتهمين لإحضار القات إلى كندا لنفس السبب (لا يوجد دليل على ضرر القات) في 2014  و 2016.

#### الولايات المتحدة الأمريكية
في الولايات المتحدة ، يعتبر الكاثينون أحد أدوية الجدول الأول ، وفقًا لقانون المواد الخاضعة للرقابة الأمريكية. لاحظت قاعدة إدارة مكافحة المخدرات لعام 1993 التي وضعت الكاثينون في الجدول الأول أنها تحظر القات بشكل فعال:
"الكاثينون هو المكون النفسي الرئيسي للنبات" Catha edulis "(القات). يتم مضغ أوراق القات الصغيرة للحصول على تأثير منشط. ينتج عن تطبيق هذه القاعدة وضع أي مادة تحتوي على مادة الكاثينون في الجدول الأول
Catha edulis (القات) هو منبه مشابه للأمفيتامين ومشتقاته، وليس دواءً مصنفًا من قِبل إدارة الغذاء والدواء الأمريكية (إدارة الغذاء والدواء الأمريكية) وتنبيه الاستيراد رقم 66-23 (تاريخ النشر 03/18/2011) تنص على أنه «يجوز للمقاطعات احتجاز جميع إدخالات القات دون فحص جسدي»،  استنادًا إلى المادة 801 (أ) (3) من القانون الفيدرالي للأغذية والأدوية ومستحضرات التجميل على أساس أن «تصنيفها لا يحمل توجيهات مناسبة للاستخدام».
نظرًا لأن مداهمات القات الفيدرالية والمحلية غالبًا ما تستهدف المهاجرين من البلدان التي يكون فيها القات قانونيًا ، فقد أثيرت أحيانًا قضايا سوء التفاهم الثقافي.
في ولاية كاليفورنيا ، يعتبر كل من النبات نفسه وكذلك الكاثينون ، مكونه النشط ، غير قانونيين.

### قارة أستراليا

#### أستراليا
في أستراليا ، يخضع استيراد القات للرقابة بموجب لوائح الجمارك (الواردات المحظورة) لعام 1956. من غير القانوني استيراد القات إلى أستراليا للاستخدام الشخصي. لا يمكن استيراد القات إلا للأغراض الطبية أو العلمية.
استيراد القات بدون تصريح يخضع لغرامات أو ملاحقة. في عام 2003، كان العدد الإجمالي لتصاريح القات السنوية 294 وكان العدد الإجمالي لتصاريح القات الفردية 202 ولكن اعتبارًا من 1 ديسمبر 2013، لم تعد تصاريح استخدام القات من قبل الأفراد لأغراض ترفيهية / ثقافية. لا توجد حاليًا أي خطط من قبل الحكومة الأسترالية لتعديل اللوائح للسماح باستيراد القات للاستخدام الشخصي.
يُدرج القات في قائمة المخدّرات الخطرة المدرجة في الجدول 2 في كوينزلاند ، في نفس فئة الحشيش. الشرعية في نيو ساوث ويلز غير واضحة.
يحظر استيراد مادة القات (بما في ذلك المواد الطازجة أو المجففة أو المسحوقة أو الكبسولات أو الأقراص) بموجب لوائح الجمارك (الاستيراد المحظور) لعام 1956 ما لم يكن الشخص الذي يستورد المادة هو صاحب ترخيص استيراد وتصريح استيراد ممنوح من قبل إدارة السلع العلاجية (TGA). قانون الأمن الحيوي لعام 2015

#### نيوزلندا
في نيوزيلندا ، يُدرج القات كدواء من الفئة C ، في نفس فئة الحشيش والكوديين.

## روابط خارجية
- Khat drug profile The European Monitoring Centre for Drugs and Drug Addiction (EMCDDA)
- Randrianame, Maurice; Shahandeh, B.; Szendrei, Kalman; Tongue, Archer; International Council on Alcohol and Addictions (1983). The health and socio-economic aspects of khat use. Lausanne: The Counc